# Síndrome de fase de sueño avanzada familiar
El síndrome de fase de sueño avanzada familiar es una condición neurologica infrecuente que se caracteriza por somnolencia, sueño, y despierto más temprano de lo normal ocurre en miembros de una misma familia. Síntomas adicionales incluyen migraña que puede estar asociada o no con aura y trastorno afectivo estacional. Usualmente, las personas con este síndrome se sienten somnolentos y posteriormente duermen en la tarde-noche temprana y despiertan en horas altas de la noche (generalmente en la madrugada). Esté síndrome es más común entre familias con orígenes étnicos de Europa del Norte.

## Causas
Este síndrome está causado por una mutación autosómica dominante en el gen HPER2 en el brazo largo del cromosoma 2. Esta mutación involucra un cambio (substitución de par de base) de serina a glicina dentro de la región de unión de caseína quinasa Iepsilon de HPER2.

## Complicaciones
Esta condición causa varias complicaciones sociales para las personas que lo sufren. Niños y adolescentes con el síndrome pueden estar más a riesgo de fallar académicamente debido a una inasistencia escolar regular, falta de atención debido a una falta de sueño, etc.